# 阿波罗尼奥斯
阿波罗尼奥斯（前262年—前190年），又译为阿波罗尼乌斯、阿波罗尼等，古希腊数学家、天文学家。著有《圆锥曲线论》八卷、《论切触》（Ἐπαφαί）等等。

## 生平
阿波罗尼奥斯出生于潘菲利亚（位于小亚细亚南部）的佩尔吉，求学于帕加马，成名于托勒密三世统治下的亚历山大港。

## 著作
他的很多著作都散失了，但他的《圆锥曲线论》保存了下来，没有受到改动。
在他的八卷本《圆锥曲线论》（第八卷失传）中，提出：
- 以不同方向平面切割固定圆锥面来得到不同类型圆锥曲线；
- 将双曲线两支视为同一曲线；
- 展示同一圆锥曲线可以有各种建构方法而性质不变；
- 讨论了圆锥曲线的交点和交点数、过定点的法线、相同和相似圆锥曲线、椭圆和双曲线的共轭径等；
- 发现椭圆不同共轭径平方和或双曲线不同共轭径平方差是常数等。

这些工作为一千八百多年后开普勒、牛顿、哈雷等数理天文学家研究行星和彗星轨道提供了数学基础。
此外，他还：
- 著作《速算》，得出3.1416这一更为精确的圆周率；
- 在《不规则无理数》中讨论了更广义的无理数；
- 在《论蜗线》中讨论了圆柱螺旋线等。
- 天文学方面，他把本轮大于均轮的偏心系统用于三颗外行星，将均轮中心定为日球。这与后来第谷行星绕日、日绕地球的偏心系统相似。